# يورو سبيد واي لوساتيا

المسار

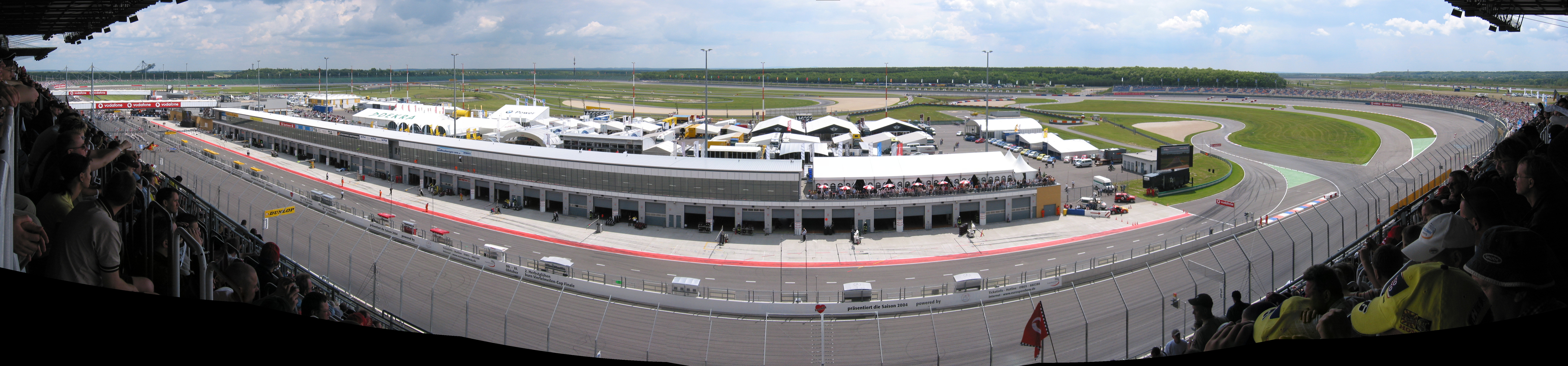
لقطة واسعة للحلبة

يورو سبيد واي لوساتيا هي حلبة سباق تقع في براندنبورغ في ألمانيا قرب الحدود مع بولندا والتشيك. تم استخدامها لرياضة المحركات الآلية منذ سنة 2000. تستضيف بطولة العالم للسوبربايك. تتسع لـ 120 ألف متفرج.